# Óscar Ruiz
Óscar Julián Ruiz est un arbitre de football colombien né le 1er novembre 1969 à Villavicencio (Colombie). Il est également avocat.

## Biographie

### Carrière d'arbitre
Óscar Ruiz est arbitre de la FIFA depuis 1995. Le premier match international qu'il a dirigé était la rencontre opposant le Paraguay au Venezuela le 12 juillet 1995. 
Il a officié en tant qu'arbitre pendant les tournois suivants :
- Coupe du monde de football 2002, 2006 et 2010
- Phase qualificative de la coupe du monde de football 2006 et 2010
- Coupe des confédérations 1999 et 2001
- Gold Cup 2005
- Coupe intercontinentale 2000

Il fait partie de la liste des 38 arbitres pré-sélectionnés pour participer à la coupe du monde de football 2010.
Le 4 juin 2011, il a dit au revoir à l'arbitrage lors de la demi-finale du Tournoi d'ouverture du championnat de Colombie de football 2011, que Millonarios et La Equidad ont égalisé 2-2 au Stade Nemesio Camacho El Campín de Bogotá.

## Affaires judiciaires

### Harcèlement sexuel
En mars 2019, il a été dénoncé pour harcèlement sexuel. Le plaignant était l'ancien arbitre Harold Perilla.
En septembre 2019, il a de nouveau été dénoncé pour harcèlement sexuel sur mineur de moins de 14 ans en Colombie.
Le 7 mars 2022 une autre plainte a été déposée accusant Óscar Ruiz d'avoir abusé et harcelé sexuellement d'autres arbitres dont certains affirment qu'il a également forcé d'autres à avoir des relations sexuelles avec pour obtenir une promotion. Des plaignants affirment que Óscar Ruiz les a harcelés sexuellement à plusieurs reprises au cours de leur carrière, et qu'il a eu des relations sexuelles avec un arbitre masculin (alors que ce dernier n'avait que 13 ans).